# Liebenburg
Liebenburg är en kommun och ort i Landkreis Goslar i förbundslandet Niedersachsen i Tyskland.